# نيسرية متعددة السكاريد
نيسرية متعددة السكاريد (الاسم العلمي:Neisseria polysaccharea) هي نوع من البكتيريا تتبع جنس النيسرية من فصيلة نظيرات النيسرية.